# Ermenonville
Ermenonville is een gemeente in het Franse departement Oise, regio Hauts-de-France. Het ligt in een omgeving met veel bos. Het dorp ligt in het midden van het grondgebied van de gemeente, daarvan ligt ten westen bos en ten oosten open terrein. Ermenonville telde op 1 januari 2022 927 inwoners.

## Bezienswaardigheden
- Het Château d'Ermenonville,[2] een kasteel of landhuis binnen de bebouwde kom van het dorp. De filosoof Jean-Jacques Rousseau heeft er in 1778 de laatste zes weken van zijn leven doorgebracht en is er overleden. Er werden in de tweede helft van de 20e eeuw verschillende bioscoopfilms opgenomen, het is thans een luxe hotel.
- Het Parc Jean-Jacques Rousseau, dat door de in het kasteel wonende markies de Girardin ter ere van Rousseau werd aangelegd. Vooral het noordwestelijke deel le Désert, de woestenij, is bezienswaardig. Veel bekende persoonlijkheden, onder wie koningin Marie Antoinette, Napoleon Bonaparte, Friedrich Schiller en Benjamin Franklin kwamen naar het kasteel en het park. Er liggen in het park kunstmatige rotspartijen, ruïnes, fonteinen en meer naar de mode van de late 18e eeuw en vroege 19e eeuw. Het telt in Frankrijk als een belangrijk cultuurmonument.
- Het pretpark La Mer de sable.
- Het bosgebied Forêt d'Ermenonville met een monument voor de 346 slachtoffers van de vliegramp op 3 maart 1974 met Turkish Airlines-vlucht 981. Het vliegtuig stortte daar in het bos neer, op het grondgebied van de naburige gemeente Fontaine-Chaalis.

## Geografie
De oppervlakte van Ermenonville bedroeg op 1 januari 2022 16,49 vierkante kilometer; de bevolkingsdichtheid was toen 56,2 inwoners per km².

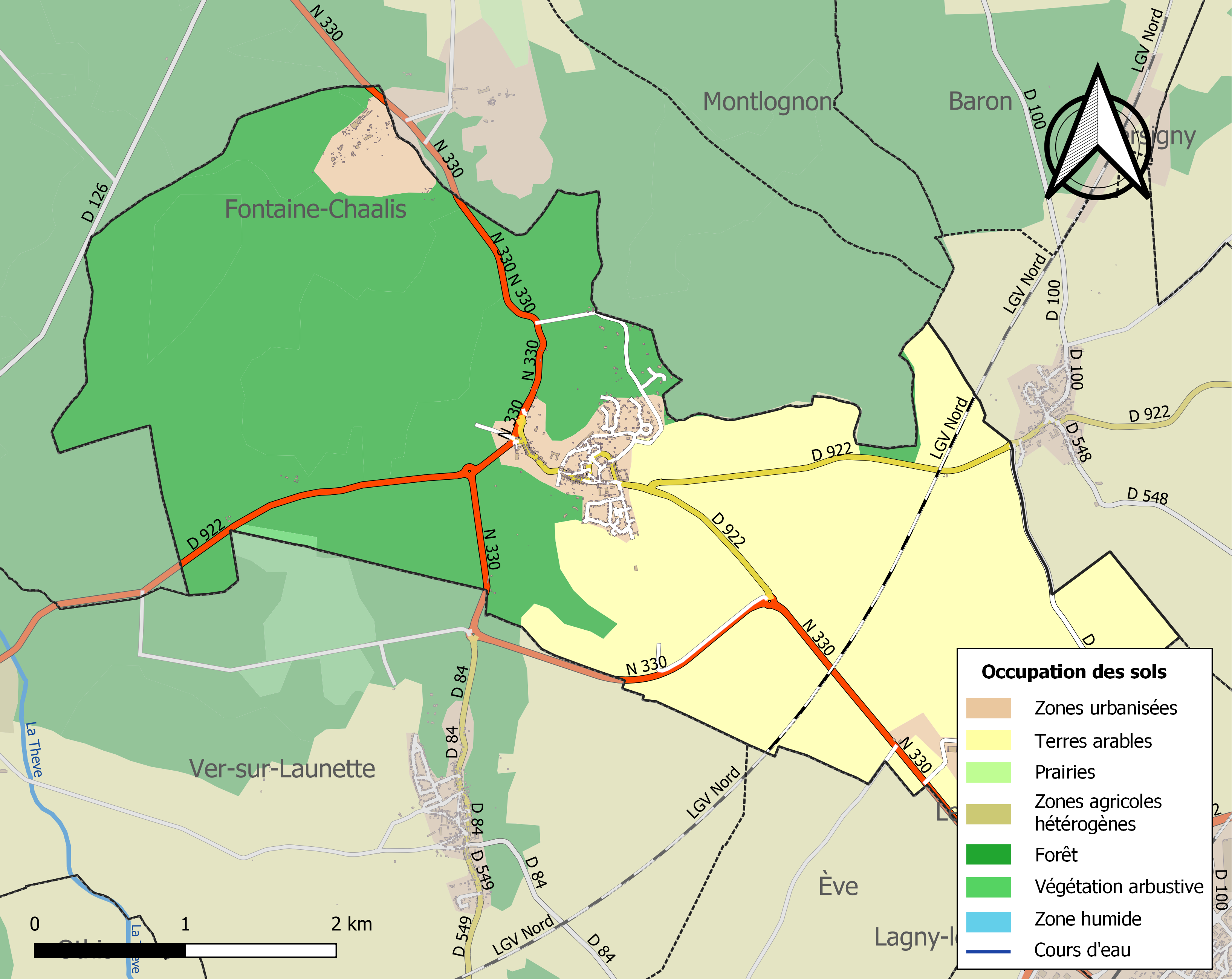
Kaart van de gemeente met belangrijkste infrastructuur, bodemgebruik en omliggende gemeenten

## Demografie
Onderstaande figuur toont het verloop van het inwonertal, bron: INSEE-tellingen. 

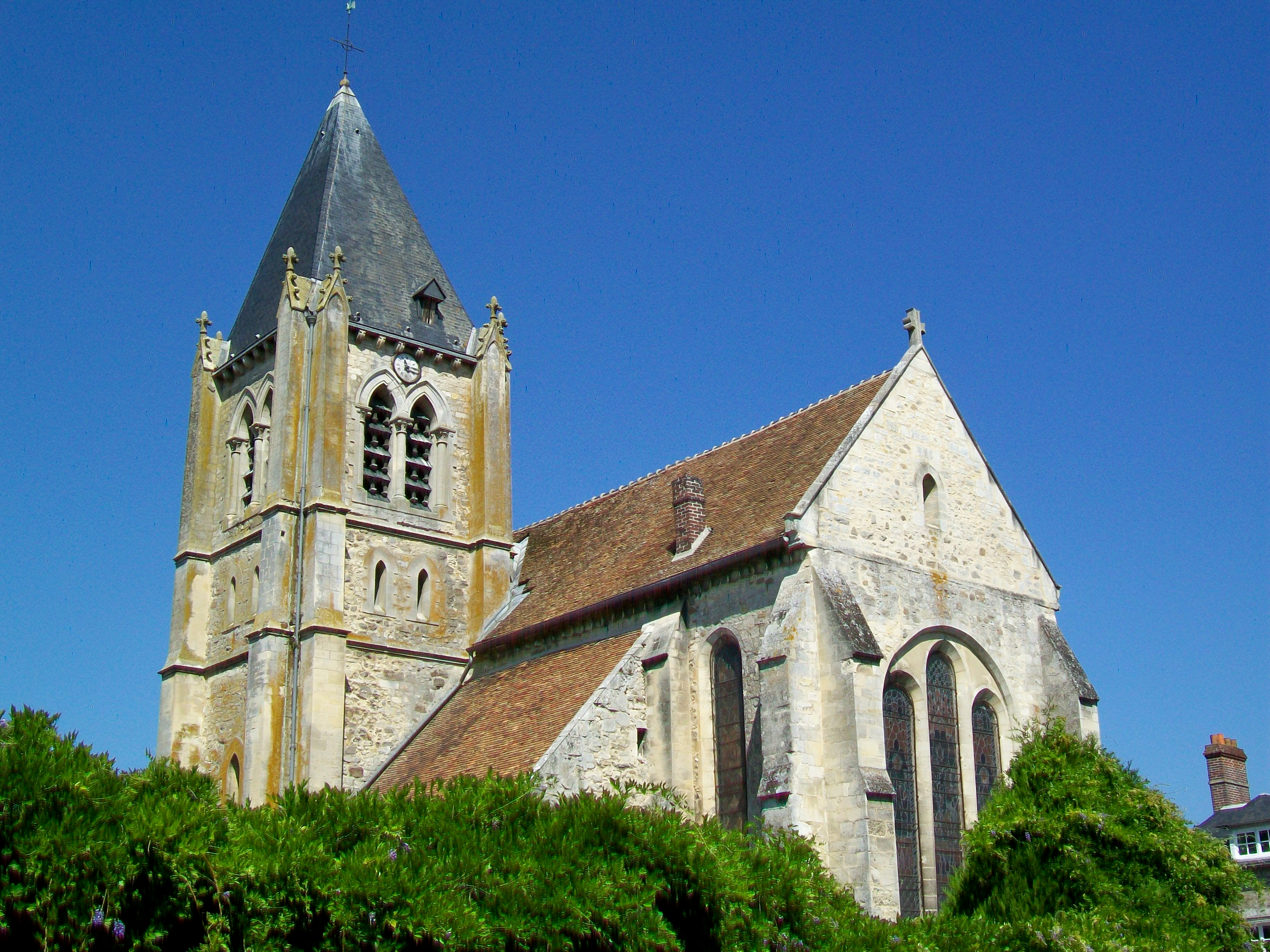
Kerk van Ermenonville

## Geboren
- Leon Radziwiłł 1880 - 1927, Frans burgemeester